# 鳩のなかの猫
『鳩の中の猫』（はとのなかのねこ、原題：Cat Among the Pigeons）は、イギリスの小説家アガサ・クリスティによって1959年に発表されたエルキュール・ポアロシリーズの長編推理小説である。

## 解説
劇中で語られる中東のラマット王国での革命は、1958年に発生したイラクのクーデターを下敷きにしている。クリスティは実際に、発掘等で何度もイラクを訪れていた。
本作の内容は、推理小説というよりサスペンス小説に近いものになっている。ポアロも、物語の終盤に入って友情出演のような形で登場するにとどまっている。

## あらすじ
中東のラマット王国では、民主化を進めていた若き国王アリ・ユースフに対する革命が勃発。ユースフは親友でパイロットのボブ・ローリンスンと共に航空機で脱出しようとするが、途中で事故により墜落したことで二人とも死亡してしまう。しかし、ローリンスンは革命直前、自らに迫る危機を察したユースフの依頼を受け、数十万ポンドの価値をもつ王家の宝石を姪ジェニファーのテニスラケットに隠して密かに国外に送り出すことに成功する。それから3ヵ月後、ジェニファーはイギリスの名門女子校メドウバンクへ入学する。
メドウバンクのある夜、教員のチャドウィックとジョンソンは体育館の明かりと銃声に気づき、そこで教員のスプリンガーが殺害されているのを発見する。一方、ジェニファーは友人のジュリアにテニスラケットのバランスが悪くなったと訴え、互いのラケットを交換する。その後、見知らぬ女性がジェニファーに近づき、ジェニファーの叔母からだと言って新しいラケットをプレゼントし、それと引き換えに古いラケット（実はジュリアのもの）を持ち帰る。
この学校にはアリ・ユースフのいとこシャイスタも通っていたが、彼女はある日運転手を装った人物に誘拐される。その夜、体育館で今度は教員のヴァンシッタートが砂袋で撲殺される。学校の治安を不安視した家族たちがジェニファーら多くの生徒を自宅へ連れ帰るが、残ったジュリアはジェニファーと交換したラケットを調べて宝石を見つける。夜中に何者かがジュリアの部屋に入ろうとしたとき、彼女はすぐに学校から逃げ出し、エルキュール・ポアロに相談する。ポアロがメドウバンクで殺人事件の捜査を始めると、今度は教員のブランシュが土嚢袋で殺害される。校長のバルストロードは、ジュリアの母親が戦時中にイギリスの防諜活動に従事しており、学期初日の学校で同僚の諜報員を見かけたと言っていたことを明かす。
ポアロは、メドウバンクに通っていたシャイスタは偽者で本物のシャイスタを誘拐した犯罪グループの仲間であり、宝石を探すために学校に潜り込んでいたのだと説明する。そして、スプリンガーが殺されたのは、テニスラケットを物色していた犯人を見咎めたからだと明かす。そしてブランシュはその犯人を脅迫しようとして逆に殺されてしまったのだった。ジュリアの母親が気づいた元同僚諜報員はシャップランドであった。シャップランドは3ヶ月前にラマットに滞在しており、ローリンソンがジェニファーのラケットに宝石を隠しているのを目撃し、そのラケットを追ってきたのだった。ポアロは、第二の殺人はチャドウィックがヴァンシッタートを妬んで行ったものであると指摘する。引退が近くなったバルストロードが次期校長にヴァンシッタートを考えていたことを知ってしまったからだった。
事件解決後、バルストロードはリッチを新しいパートナー兼後継者に任命し、両者はメドウバンクのブランド再建に力を注ぐことにする。ジュリアは宝石を見つけたご褒美としてエメラルドを受け取る。

## 主な登場人物
- オノリア・バルストロード - メドウバンクの創設者兼校長。引退を考えており、後継者の選定を考えている。
- チャドウィック - 数学教師。愛称「チャディ」。メドウバンク創立以来のバルストロードの盟友だが、学校を率いるタイプではないと思われており、事実上後継者候補からは外されている。
- グレイス・スプリンガー - 体育教師。第一の被害者。
- エレノア・ヴァンシッタート - 歴史とドイツ語の教師。バルストロードの後継者最有力候補。
- アイリーン・リッチ - 英語と地理の教師。
- アンジェール・ブランシュ - フランス語教師。
- アン・シャプランド - バルストロードの秘書。
- エルスペス・ジョンスン - メドウバンクの寮母。
- アダム・グッドマン - メドウバンクの庭師。
- ジェニファー・サットクリフ - メドウバンクの女学生。
- ジュリア・アップジョン[注 2] - メドウバンクの女学生。ジェニファーの友人
- アリ・ユースフ - ラマット王国国王[注 3]。
- ボブ・ローリンスン - ラマット国王お抱えの飛行士。ユースフ国王の親友でジェニファーの叔父
- シャイスタ - ラマット王国王女。ユースフ国王の従妹で婚約者。メドウバンク校の新入生
- ロビンスン[注 4] - 謎の人物
- パイクアウェイ[注 5] - 公安課大佐
- ケルシー - ハースト・セント・サイプリアン警察署の警部
- エルキュール・ポアロ - 私立探偵

## 映像化

### テレビドラマ
名探偵ポワロ『鳩のなかの猫』
シーズン11 エピソード2（通算第59話）  イギリス2008年放送
ポワロがバルストロード校長の旧友という関係で物語の最初から登場する他、ユースフとローリンスンは王宮での革命勢力との銃撃戦で死亡する、スプリンガーが同僚の弱みを握って脅迫する癖を持つサディスティックな人物である、ヴァンシッタートなど原作の登場人物が数名登場しない等、設定を一部改変している。
- エルキュール・ポワロ: デヴィッド・スーシェ
- バルストロード校長: ハリエット・ウォルター
- チャドウィック: スーザン・ウールドリッジ
- アダム・グッドマン: アダム・クロアズデル
- スプリンガー: エリザベス・ベリントン
- アン・シャプランド: ナターシャ・リトル
- ジェニファー: ジョー・ウッドコック
- シャイスタ王女: アマラ・カラン